# Energia nucleare in Slovacchia
Nel 2011 l'energia nucleare in Slovacchia ha generato il 54% dell'energia elettrica prodotta in totale nel Paese.
A marzo 2010, sono presenti in questa nazione 2 centrali elettronucleari in funzione che dispongono complessivamente di 4 reattori operativi, 2 in costruzione e 3 dismessi.
Non ci sono nuove centrali elettronucleari in edificazione né chiuse.

## Storia
Nel 1958 il governo della Cecoslovacchia incominciò a decidere su un programma nucleare civile per elettroproduzione, costruendo il suo primo impianto nucleare composto da un reattore di tipologia HWGCR da 110 MW presso l'impianto di Bohunice, denominato reattore A1. Questo era stato costruito dalla Škoda fra il 1958 ed il 1972; fu chiuso nel 1977 a seguito di un incidente durante la ricarica del combustibile. A questo faranno seguito quattro reattori VVER440 nello stesso impianto.
A seguito della Rivoluzione di velluto fece seguito una generale stagnazione della politica nucleare nazionale e venne abbandonata la costruzione dei reattori precedentemente iniziati.
Nel febbraio del 2005, l'Enel è diventata proprietaria del 66% dell'ente elettrico slovacco, nonché secondo dell'Europa centro-orientale (Slovenské Elektrárne a.s. che dispone di un parco installato di oltre 7000 MW), e ne gestisce operativamente gli impianti, il restante 34% è posseduto dal demanio slovacco. Gli impianti chiusi sono di proprietà del Javys.
Nel gennaio 2006, il governo slovacco ha approvato una nuova strategia energetica, che comprende i potenziamenti di Bohunice e Mochovce. Nel febbraio 2007 Slovenské Elektrárne ha annunciato il completamento delle unità 3 e 4 di Mochovce, approvato nel luglio 2008 la Commissione europea ha approvato il completamento delle unità. Il progetto dipende in maniera sostanziale dalla licenza edilizia originale, fatta nel 1986, fra cui la valutazione di impatto ambientale, che è messa in discussione ed è sotto la giurisdizione dell'Unione europea. Si è inoltre impegnata nel finanziamento e nel completamento dei due reattori di tipo PWR-VVER da 405 MW di potenza elettrica netta ciascuno della centrale Mochovce, I lavori per le unità 3 e 4, iniziate nel 1986 e sospese nel 1993, sono ripresi ufficialmente l'11 giugno 2009, utilizza un sistema che è un misto di tecnologia russa, francese e tedesca. Si prevede una spesa complessiva di circa 2,8 miliardi € e l'entrata in funzione fra il 2012 ed il 2013.

### Accesso all'Unione Europea
Una condizione preliminare per l'accesso della Slovacchia nell'Unione europea nel 2004 è stata la chiusura dei reattori V1, a causa delle carenze in ambito di sicurezza per quel modello di reattore (V-230), la data di chiusura dei reattori era inizialmente il 2000, poi rimandata di alcuni anni. La chiusura è stata decisa nonostante la presenza di recenti pesanti lavori di ristrutturazione ed ammodernamento, costati circa 300 milioni $. Nel 2000 la IAEA aveva riferito che: «tutti i problemi di sicurezza identificati in precedenza da parte dell'AIEA che sono stati adeguatamente affrontati»; la Slovacchia aveva quindi sostenuto che tutte le carenze di progettazione erano state rimosse ed i miglioramenti erano stati approvati da organismi internazionali.
La chiusura di questi due reattori, che producevano ad un costo pari alla metà del costo medio delle fonti slovacche, ha lasciato il paese a corto di energia, essendo le unità di Mochovce ancora in costruzione, il paese è quindi diventato un importatore energetico ed è allo studio un possibile riavvio delle unità.

## Programma nucleare futuro
Per i piani futuri, la Slovacchia intende mantenere la produzione elettronucleare a circa il 50% del totale, per fare ciò sono programmati potenziamenti dei reattori esistenti e la costruzione di un nuovo reattore presso il sito di Bohunice (denominato V3) da 1000-1600 MW di potenza. Il reattore dovrebbe essere di tecnologia occidentale per consentire l'utilizzo di combustibile MOX. Questo reattore dovrebbe essere posseduto da una joint venture Jess fra CEZ e Javys, la costruzione del reattore dovrebbe iniziare nel corso del 2013, i principali contendenti per l'appalto sono Westinghouse e Areva. In caso di mancato allungamento della vita operativa dei reattori di Bohunice V2 è preventivata la costruzione dell'impianto di Kecerovce

## Ciclo del combustibile
Tutto il combustibile usato è fornito dalla società russa TVEL, una controllata dell’azienda statale russa Rosatom.
Ad aprile 2010 è stato firmato un contratto per la fornitura di combustibile fino al 2015, fino al 2017 per i due nuovi reattori di Mochovce

## Gestione dei rifiuti e depositi geologici
Originariamente, si considerava di smaltire il combustibile senza riprocessamento, nel 2008 è cambiata la politica considerando il riciclo domestico del combustibile. All'inizio del 1996 è stata creata la VYZ come sussidiaria di Slovenské Elektrárne, per il decommissioning delle installazioni nucleari ed il trattamento dei rifiuti radioattivi, con l'acquisizione della società elettrica da parte dell'Enel, tutte le competenze sono state trasferite a Javys.
Un impianto per il trattamento dei rifiuti di basso e medio livello è in funzione presso Bohunice, mentre il deposito nazionale è in funzione presso Mochovce dal 2001. Presso il sito di Bohunice è in funzione dal 1986 un deposito supplementare per il combustibile esausto della capacità di 1680t (14.000 elementi di combustibile), parte del combustibile esausto è stato mandato in Russia per il riprocessamento, con la Russia che ha trattenuto i prodotti dello stesso. È in corso la ricerca di un deposito nazionale per i rifiuti di alto livello, è stata presa in considerazione l'ipotesi di partecipare ad un deposito internazionale.
È in corso il decommissioning del reattore A1 di Bohunice; sono in corso le opere preliminari per i reattori V1 dello stesso impianto, che dovrebbe iniziare nel 2012 e durare 12 anni, per un costo stimato di 500 milioni €. Un fondo statale per il decommissioning degli impianti nucleari è stato creato nel 1995 con un prelievo sul prezzo all'ingrosso dell'energia. Questo fondo è stimato in 775milioni€ nel 2010

## Produzione di uranio
La Slovacchia non è un produttore di uranio. Secondo il "Red Book" del 2007 non possiede risorse uranifere note.
La compagnia canadese Tournigan Energy Ltd sta studiando il deposito uranifero di Kuriskova ed altri depositi nei Carpazi slovacchi, entrambi i siti nell'est del paese. Nel marzo 2010 è stato stimato un deposito da 16900t di uranio. La produzione nazionale di uranio è una delle priorità della strategia di sicurezza energetica nazionale.

## Centrali elettronucleari
Tutti i dati della tabella sono aggiornati a agosto 2010
| Reattori operativi |                    |           |                    |                                    |                                   |                        |
| Centrale | Potenza netta (MW) | Tipologia | Inizio costruzione | Allacciamento alla rete            | Produzione commerciale            | Dismissione (prevista) |
| Bohunice (Reattore 3) | 471                | VVER440   | 1º dicembre 1976   | 20 agosto 1984                     | 14 febbraio 1985                  | 2024                   |
| Bohunice (Reattore 4) | 471                | VVER440   | 1º dicembre 1976   | 9 agosto 1985                      | 18 dicembre 1985                  | 2025                   |
| Mochovce (Reattore 1) | 436                | VVER440   | 13 ottobre 1983    | 4 luglio 1998                      | 29 ottobre 1998                   |                        |
| Mochovce (Reattore 2) | 436                | VVER440   | 13 ottobre 1983    | 20 dicembre 1999                   | 11 aprile 2000                    |                        |
| Mochovce (Reattore 3) | 440                | VVER440   | 27 gennaio 1987    | 31 gennaio 2023                    |                                   |                        |
| Totale: 4 reattori per complessivi MW |                    |           |                    |                                    |                                   |                        |
| Reattori in costruzione |                    |           |                    |                                    |                                   |                        |
| Centrale | Potenza netta (MW) | Tipologia | Inizio costruzione | Allacciamento alla rete (previsto) | Produzione commerciale (previsto) | Costo (previsto)       |
| Mochovce (Reattore 4) | 440                | VVER440   | 27 gennaio 1987    | 2018                               | 2018                              |                        |
| Totale: 1 reattore per complessivi 440 MW |                    |           |                    |                                    |                                   |                        |
| Reattori pianificati ed in fase di proposta |                    |           |                    |                                    |                                   |                        |
| Totale programmati: 0 reattori per complessivi 0 MW Totale proposti: 1 reattori per oltre 1.200 MW complessivi                                                      |                    |           |                    |                                    |                                   |                        |
| Reattori dismessi |                    |           |                    |                                    |                                   |                        |
| Centrale | Potenza netta (MW) | Tipologia | Inizio costruzione | Allacciamento alla rete            | Produzione commerciale            | Dismissione            |
| Bohunice (Reattore A1) | 93                 | HWGCR     | 1º agosto 1958     | 25 dicembre 1972                   | 25 dicembre 1972                  | 22 febbraio 1977       |
| Bohunice (Reattore 1) | 408                | VVER440   | 24 aprile 1972     | 17 dicembre 1978                   | 1º aprile 1980                    | 31 dicembre 2006       |
| Bohunice (Reattore 2) | 408                | VVER440   | 24 aprile 1972     | 26 marzo 1980                      | 1º gennaio 1981                   | 31 dicembre 2008       |
| Totale: 3 reattori per complessivi 909 MW |                    |           |                    |                                    |                                   |                        |
| NOTE: - La normativa in vigore prevede la possibilità di sostituzione e/o aumento del parco reattori al termine del ciclo vitale degli impianti ancora in funzione. |                    |           |                    |                                    |                                   |                        |